# 大韓民国大統領室
大統領室（だいとうりょうしつ）は、2013年まで存在した大韓民国大統領の国政遂行補佐に関する事務を管掌する、大統領直属の行政機関。2008年2月29日の李明博政権発足に伴う政府組織改編で、大統領秘書室と大統領警護室が統合して設置された。その後、2013年に朴槿恵次期大統領への大統領職引き継ぎ委員会の決定により、大統領秘書室と国家安全保障室、大統領警護室に分離された。

## 組織
政務職である室長と、7分野の首席を置いている。

### 室長
大統領室長は、大統領の命を受けて大統領室の事務を処理し、所属公務員を指揮・監督する役目を担い、下部に総務、儀典、演説・記録の3名の秘書官、代弁人、警護処長を置いている。
- 総務秘書官 - 秘書室人事管理及び財務・行政業務、国有財産及び施設・品物管理、境内行事などを支援する。
- 儀典秘書官 - 大統領のスケジュール管理及び接見、臨席行事を準備する。
- 演説・記録秘書官 - 大統領行事及び会議内容を記録・整理・保存する。
- 代弁人 - スポークスマンとして、国政広報及び公報業務を補佐する。
- 警護処長 - 大統領及び大統領職経験者（共にその配偶者も含む）[1]の警護を担当する。元々は、大統領警護室長として秘書室長と同等な地位にあったが、警護室が警護処に改編されたことにより、大統領室長傘下に属するようになった。

### 首席
- 国政企画首席 - 国政課題や主要政策推進状況、国務会議、予算、公共部門改革業務、市民・社会団体関連業務を補佐する。
- 政務首席 - 国会・政党関連業務や行政・治安業務を補佐する。
- 民情首席 - 国民世論及び民心動向把握、公職・社会綱紀関連業務や法律問題の補佐、請願業務を処理する。
- 経済首席 - 財政経済、金融、産業通信、建設交通、農林海洋水産業務を補佐する。
- 外交安保首席 - 統一、外交、安保、国防、僑民業務を補佐する。
- 教育科学文化首席 - 教育、文化観光、科学技術業務を補佐する。
- 社会政策首席 - 保健福祉、労使関係、女性、環境業務を補佐する。